# Karen Mellor
Karen Mellor (, 6 de maio de 1969) é uma nadadora britânica. Competiu na modalidade dos 800 metros livre feminino dos Jogos Olímpicos de Verão de 1988, realizados em Seul, na Coreia do Sul.